# 马吉德·埃丁·加扎尔
马吉德·埃丁·加扎尔（阿拉伯语：‎，1987年4月21日—）是一名叙利亚跳高运动员。他使用背越式风格。他是2012年夏季奥林匹克运动会和2016年夏季奥林匹克运动会的代表团旗手。2012年，他在跳高项目上排名28名，未能进入决赛。2016年，他进入决赛并获得第7名。